# Karol Steinert
Karol Ryszard Steinert (młodszy) (ur. 9 lipca 1892 w Łodzi, zm.?) – łódzki fabrykant i tenisista, mistrz polski w grze podwójnej mężczyzn i mieszanej, członek Łódzkiego Klubu Lawntenisowego.

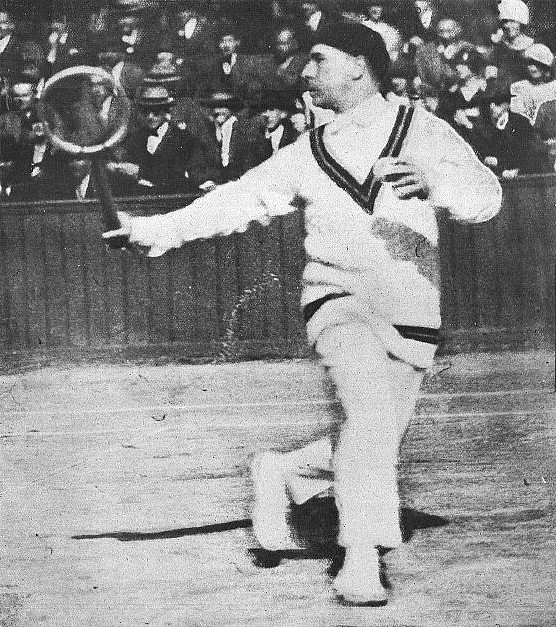
Karol Steinert (1925)

## Życiorys
Urodził się w rodzinie fabrykanckiej o wielopokoleniowych tradycjach włókienniczych, jako syn Ryszarda Karola Steinerta i Eleonory Wandy z d. Müller, jego dziadkiem był Adolf Steinert, pradziadkiem zaś Carl Steinert. W 1920 r. ożenił się z Eleonorą Ireną Adą Kindermann (ur. 4 czerwca 1900) – córką Leopolda Kindermanna i Laury. Zamieszkał z żoną w willi przy ulicy Wólczańskiej 33, zwaną willą Eleonory Kindermann, należącej do rodu Kindermannów. Para miała córkę Sonię Irenę Steinert (ur. 1923).
We wrześniu 1909 r. Steinert zwyciężył w pierwszym turnieju o mistrzostwo Łodzi w tenisie, organizowanym przez Łódzkie Towarzystwo Cyklistów, który odbył się w Parku Helenów.  Małżeństwo Steinertów startowało w mikstach w zawodach tenisowych w Polsce, nie osiągnęli jednak razem bardziej znaczących sukcesów. W latach 1922–1926 nadeszły największe sukcesy sportowe Steinerta – udział w pucharze Davisa, a także mistrzostwa polski w deblu i grze mieszanej. W 1927 r. został współzałożycielem i wiceprezesem Łódzkiego Automobil Klubu. 6 czerwca 1928 r. został członkiem zarządu „Towarzystwo Akcyjnego Karol Steinert” wraz z ojcem Ryszardem Steinertem i jego bratem Emilem. Jeszcze w 1929 r. pełnił funkcję wiceprezesa Łódzkiego Klubu Lawntenisowego oraz prezesa „Towarzystwa Akcyjnego Karol Steinert”. W latach 1928–1932 był działaczem Komisji Sportowej Polskiego Związku Lawn-Tenisowego – wówczas w willi Steinertów mieściła się siedziba Łódzkiego Związku Lawn-Tenisowego. W 1932 r. w związku ze stratami poniesionymi przez przedsiębiorstwo Steinertów w okresie wielkiego kryzysu gospodarczego, zarząd „Towarzystwa Akcyjnego Karol Steinert”, wraz z K. Steinertem na czele, wystąpił z wnioskiem o ogłoszenie upadłości przedsiębiorstwa, niemniej ta nie doszła do skutku – program sanacyjny, a także umowy z wierzycielami pozwoliły na utrzymanie produkcji do 1939 r. W okresie II wojny światowej przedsiębiorstwo w większości realizowało zamówienia dla Wermachtu, w 1944 zaś uruchomiono filię zakładów pod nazwą Steinert Metallwerke produkującą elementy uzbrojenia. Steinert wraz z żoną mieszkał do stycznia 1945 r. w willi przy ul. Wólczańskiej 33, kiedy to opuścili Łódź, a rodzinne przedsiębiorstwo zostało objęte zarządem państwowym.

## Odznaczenie
- Srebrny Krzyż Zasługi (19 marca 1931)[9]

## Sukcesy sportowe

### Puchar Davisa
- 1925: 1 runda[10],
- 1926: 2 runda[10].

### Mistrzostwa Polski

#### Gra podwójna mężczyzn
- 1922: Hans Nauels i Karol Steinert – wicemistrzostwo,
- 1925: Karol Steinert i Jerzy Stolarow – mistrzostwo.

#### Mikst
- 1925: Wiera Richter i Karol Steinert – mistrzostwo[11].